# 阿部正耆
阿部 正耆（あべ まさひさ）は、江戸時代後期の大名。陸奥国白河藩の第6代藩主。官位は従四位下・播磨守、侍従。忠秋系阿部家14代。

## 略歴
文政12年（1829年）10月24日、阿部正粹（阿部正精の長男）の次男として誕生。嘉永元年（1848年）に先代藩主・阿部正定が若死にしたため、養子となってその跡を継いだ。嘉永2年（1849年）6月に奏者番となるが、文久の改革で奏者番制度が廃止されたため、文久3年（1863年）4月から江戸、5月には大坂、8月には京都守護職となった松平容保の補佐として、それぞれ警備を務めるなど、佐幕派として行動した。しかし同年12月に病に倒れ、同月20日に死去した。享年36。元治元年（1864年）3月2日死去ともされている。
次男・正功は幼少だったため、養子・正外が跡を継いだ。

## 系譜
父母
- 阿部正粹（実父）
- 阿部正定（養父）

正室
- 豊 - 阿部正寧の娘あるいは真田幸栄の娘

側室
- 弦尾

子女
- 阿部正功（次男）生母は弦尾（側室）

養子
- 阿部正外 - 阿部正蔵の次男